# Dubhe
Dubhe (Alfa UMa, α Ursae Majoris, α UMa) je treća najsvetlija zvezda u sazvežđu Veliki medved. Deo je i asterizma u Velikom medvedu i jedna od zvezda koje se koriste za pronalazak Polarisa.
Dubhe je od Zemlje udaljena oko 123 svetlosnih godina i spada u zvezde džinove koje su na HR dijagramu sišle sa glavnog niza i iskoristile sav dostupan vodonik za nuklearne reakcije u svojoj unutrašnjosti.
Dubhe je spektroskopski dvojna zvezda. Zvezda koja je od Dubhe udaljena 23 astronomske jedinice spada u zvezde glavnog niza i sa Dubhe obilazi oko zajedničkog centra mase svakih 44.4 godina.

## Ime
Dubhe je tradicionalo ime ove zvezde i potiče iz arapskog  ظهر الدب الاكبر što u prevodu znači medved. Ponekad se i kao ime zvezde uzima Ak što znači oko.

## Karakteristike
Dubhe se nalazi u sazvežđu Veliki medved a njene tačne koordinate su: 11h 03m 43.67152s po rektascenziji i +61° 45′ 03.7249″ po deklinaciji. Spada u starije zvezde spektralne klase K sa temperaturom od 4,660 K na površini. Vizuelna magnituda iznosi 1.79 a apsolutna –1.10 ± 0.04.